# Cicadulina bimaculata
Cicadulina bimaculata är en insektsart som beskrevs av Evans 1940. Cicadulina bimaculata ingår i släktet Cicadulina och familjen dvärgstritar. Inga underarter finns listade i Catalogue of Life.